# Frida Bergh
Frida Katarina Bergh, född 23 mars 1969 i Oscars församling, Stockholm, är en svensk skådespelare och sångare.

## Biografi
Frida Bergh är dotter till sångaren Einar Bergh och syster till sångaren Åsa Bergh. Hon är utbildad vid Teaterhögskolan i Stockholm, varifrån hon utexaminerades 2007. Hon har bland annat arbetat vid Stockholms Stadsteater, Malmö Opera, Teater Moment, Oktoberteatern och Oscarsteatern. Hon medverkade både vid den svenska premiären av Ingvar! – en musikalisk möbelsaga och vid urpremiären av Min vän fascisten. Båda dessa föreställningar skapades av Erik Gedeon och Klas Abrahamsson och sattes upp på Malmö Stadsteater med stor uppmärksamhet. Frida Bergh har vidare arbetat med regissörerna Lars Rudolfsson och Birgitta Egerbladh samt dramatikerna Magnus Nilsson och Gertrud Larsson.
Från oktober 2015 har hon spelat rollen som Majsan i urproduktionen av musikalen Sällskapsresan – baserad på Lasse Åbergs film Sällskapsresan (1980) – på Nöjesteatern i Malmö.
2017 spelar hon rollen som Siv Berggren i en musikal i Klippan i norra Skåne som heter Bruksspelet skriven och regisserad av Annika Kofoed. Hon spelar flickvän till Anders "Ankan" Johanssons alter ego i situationskomedin Nästan inget.

## Teater

### Roller
| År   | Roll         | Produktion | Regi                  | Teater                         |
| ---- | ------------ | --- | --------------------- | ------------------------------ |
| 1997 | Chava        | Spelman på taket (Fiddler on the Roof) Joseph Stein, Jerry Bock och Sheldon Harnick                                       | Lars Rudolfsson       | Malmö Opera                    |
| 1999 | Kristina     | Kristina från Duvemåla | Lars Rudolfsson       | Cirkus                         |
| 2001 | Rödluvan     | Into the Woods Stephen Sondheim och James Lapine                                                                          | Sven-Åke Gustavsson   | Norrlandsoperan/ Profilteatern |
| 2003 | Darja        | Idioten (Идиот, Idiot) David Fishelson                                                                                    | Alexander Mørk-Eidem  | Stockholms stadsteater         |
| 2005 | Vixen        | Tolvskillingsoperan (Die Dreigroschenoper) Bertolt Brecht och Kurt Weill                                                  | Lars Rudolfsson       | Stockholms stadsteater         |
| 2010 | Judith       | Ingvar! – en musikalisk möbelsaga (Das Wunder von Schweden, eine musikalische Möbelsaga) Klas Abrahamsson och Erik Gedeon | Erik Gedeon           | Malmö Stadsteater              |
| 2011 |              | Momo och kampen om tiden (Momo) Michael Ende                                                                              | Frede Gulbrandsen(da) | Malmö stadsteater              |
| 2012 | Britta       | Min vän fascisten Klas Abrahamsson och Erik Gedeon                                                                        | Erik Gedeon           | Malmö Stadsteater              |
| 2015 | Majsan       | Sällskapsresan Bengt Palmers och Jakob Skarin                                                                             | Anders Albien         | Nöjesteatern                   |
| 2016 | Majsan       | Sällskapsresan Bengt Palmers och Jakob Skarin                                                                             | Anders Albien         | Chinateatern                   |
| 2017 | Siv Berggren | Bruksspelet 2017 - Högt Flygande Planer                                                                                   | Annika Kofoed         | Bruksspelet i Klippan          |
| 2023 | Eloise Dufva | De’ e’ det här vi kallar kärlek Monica Forsberg och Ingela ”Pling” Forsman                                                | Hans Marklund         | Nöjesteatern                   |
| 2024 | Eloise Dufva | De’ e’ det här vi kallar kärlek Monica Forsberg och Ingela ”Pling” Forsman                                                | Hans Marklund         | Göta Lejon                     |

## Diskografi
- 2016 – Highlights Från Musikalen Sällskapsresan[8] (div. artister)

### Fotnoter
1. 1 2  ”Frida Bergh”. Malmö Stadsteater. Arkiverad från originalet den 16 september 2012. https://web.archive.org/web/20120916042734/http://www.malmostadsteater.se/om_malmo_stadsteater/vilka_ar_vi/ensemble/2239. Läst 6 oktober 2012.
2. ↑  Oskar Carlsson/TT (1 november 2021). ”"Förhoppningsvis är det bara roligt"”. Aftonbladet TV. https://www.aftonbladet.se/a/28jeg4. Läst 19 december 2021.
3. ↑  Martin Nyström (21 september 1997). ”Bedövande vackert. Lars Rudolfsson har gjort 'Spelman på taket' till en färgstark och brokig fresk”. Dagens Nyheter. Arkiverad från originalet den 25 januari 2016. https://web.archive.org/web/20160125131213/http://www.dn.se/arkiv/kultur/musikal-bedovande-vackert-lars-rudolfsson-har-gjort-spelman-pa-taket. Läst 24 september 2015.
4. ↑  Sara Norling (8 oktober 2001). ”Alla vill ha mer. Sondheim undersöker vad som händer efter sagans lyckliga slut.”. Dagens Nyheter. https://www.dn.se/arkiv/kultur/musikal-alla-vill-ha-mer-sondheim-undersoker-vad-som-hander-efter-sagans-lyckliga-slut/. Läst 16 mars 2019.
5. ↑  ”Sällskapsresan”. Chinateatern. Arkiverad från originalet den 27 mars 2016. https://web.archive.org/web/20160327022427/http://www.chinateatern.se/show/sallskapsresan/. Läst 3 april 2016.
6. ↑  ”Musikalen De’ e’ det här vi kallar kärlek, Malmö”. Julius Produktion och Krall Entertainment. https://musikalenkarlek.se/malmo/. Läst 29 september 2024.
7. ↑  ”Musikalen De’ e’ det här vi kallar kärlek”. Julius Produktion och Krall Entertainment. https://musikalenkarlek.se/. Läst 29 september 2024.
8. ↑  Highlights Från Musikalen Sällskapsresan på Discogs